# Inhumanity
Inhumanity je debitantski studijski album finskog melodičnog death metal sastava Mors Principium Est. Album je 17. travnja 2003. godine objavila diskografska kuća Listenable Records.

## Popis pjesama
Glazba: Jori Haukio.
| 1.    | »Another Creation«          | Ville Viljanen   | 4:53 |
| 2.    | »Eternity's Child«          | Viljanen         | 3:43 |
| 3.    | »In My Words«               | Viljanen, Hauklo | 3:40 |
| 4.    | »Inhumanity«                | Viljanen, Hauklo | 3:16 |
| 5.    | »D.I.B.«                    | Viljanen         | 4:44 |
| 6.    | »The Lust Called Knowledge« | Viljanen         | 4:25 |
| 7.    | »Oblivion« (instrumental)   |                  | 2:12 |
| 8.    | »Life in Black«             | Viljanen, Hauklo | 3:40 |
| 9.    | »Last Apprentice«           | Viljanen, Hauklo | 2:45 |
| 10.   | »Into Illusion«             | Hauklo           | 5:09 |
| 38:27 |                             |                  |      |

| Bonus pjesma s japanske inačice | Bonus pjesma s japanske inačice   | Bonus pjesma s japanske inačice | Bonus pjesma s japanske inačice | Bonus pjesma s japanske inačice | Bonus pjesma s japanske inačice | Bonus pjesma s japanske inačice | Bonus pjesma s japanske inačice | Bonus pjesma s japanske inačice | Bonus pjesma s japanske inačice |
| Br.                             | Skladba                           | Autor                           | Trajanje                        |                                 |                                 |                                 |                                 |                                 |                                 |
| ------------------------------- | --------------------------------- | ------------------------------- | ------------------------------- | ------------------------------- | ------------------------------- | ------------------------------- | ------------------------------- | ------------------------------- | ------------------------------- |
| 11.                             | »Hijo de la Luna« (obrada Mecana) | José María Cano                 | 4:26                            |                                 |                                 |                                 |                                 |                                 |                                 |
| 42:53                           |                                   |                                 |                                 |                                 |                                 |                                 |                                 |                                 |                                 |

## Recenzije
Eduardo Rivadavia, glazbeni kritičar sa stranice AllMusic, dodijelio je albumu četiri od pet zvjezdica te je izjavio: "Nevjerojatan uspjeh za debitantsko izdanje, Inhumanity prikazuje ovaj tehnički vješt sekstet koji spaja oštre rifove i gitarističke harmonije visokih tonova death metala s vokalnom izvedbom punom vriskova i brzim blast-beat black metala. [...] [Ovaj se album] definitivno kvalificira za jedan od ovogodišnjih najboljih debitantskih albuma u žanru ekstremnog metala.

## Zasluge
| Mors Principium Est - Jori Haukio – čisti vokali (na pjesmi 10), gitara, programiranje - Ville Viljanen – vokali - Jarkko Kokko – gitara - Mikko Sipola – bubnjevi - Teemu Heinola – bas-gitara - Toni Nummelin – klavijature | Ostalo osoblje - Ahti Kortelainen – miksanje, snimanje - Mika Jussila – mastering - Markus Niinisalo – naslovnica, ilustracije - Carlos Del Olmo Holmberg – naslovnica, ilustracije (na reizdanoj inačici) |